# Betta imbellis
El betta pacífico (Betta imbellis) es una especie de pez perciforme anabántido de agua dulce de la familia Osphronemidae, englobado dentro de la subfamilia Macropodinae junto a los peces paraíso. Es nativo de Malasia e Indonesia.
Tanto hembra como macho alcanzan, de adultos, unos 6 cm de longitud.
Es un pez del cual mucha gente no conoce, y no es muy visto en sitios ni en libros. Sus parientes más comunes, Betta plakat y Betta bellica, están dotados de una gran agresividad, muy superior a lo que se ve en la especie más común y comercializada del género: el luchador de Siam (Betta splendens).
No se sabe mucho acerca de Betta imbellis en cuanto a su temperamento, pero, aunque se considera relativamente pacífico, probablemente sea un pez agresivo, pues los bettas característicamente más salvajes son los naturales ribereños. A pesar de esto, y a diferencia de lo que sucede con Betta splendens, en acuarios de suficiente tamaño se pueden mantener varios machos acompañados de hembras sin que los enfrentamientos entre ellos lleguen a ser mortales.
Su reproducción es muy normal, a semejanza de cualquier Betta.
Es un pez muy poco longevo, que solo llega a vivir 2 años, como máximo.
En lo que respecta a su apariencia, el betta pacífico es una especie pequeña y colorida, con una morfología muy similar a la de su pariente cercano, el luchador de Siam (Betta splendens). Esta similitud ha sido responsable de que durante mucho tiempo haya sido considerado una variedad de esta última especie.
Las principales diferencias morfológicas y cromáticas entre ambas especies son que Betta imbellis es de menor tamaño y su coloración sigue manteniendo su origen salvaje, menos colorido. Su cuerpo es alargado y comprimido, siendo sus principales rasgos las aletas pectorales puntiagudas y más largas en comparación con las de Betta splendens; el resto de aletas están bastante desarrolladas, pero nada tienen que ver con el antinatural desarrollo de las del luchador del Siam; además, su aleta caudal es redondeada.
El macho muestra un vívido color verdinegro, con unos breves tonos de azul turquesa.
Al igual que el resto de anabántidos, el betta pacífico presenta un laberinto, el órgano característico con el que toma aire directamente de la superficie, lo que le permite vivir en aguas pobres en oxígeno.
Se trata de una especie no exigente con las condiciones del medio (siempre que estas sean las mínimas necesarias), apta para el acuario comunitario de especies geográficas, y para acuarios muy plantados y oscurecidos.